# Đại công quốc Áo
Đại Công quốc Áo (tiếng Đức: Erzherzogtum Österreich) là một thân vương quốc lớn của Đế quốc La Mã Thần thánh và là trung tâm của Gia tộc Habsburg. Với thủ phủ đặt tại Viên, đại công quốc nằm ở rìa phía đông nam của Đế quốc.
Đại Công quốc Áo được hình thành từ Phiên hầu quốc Áo của Bayern, nâng hiệu lên thành Công quốc Áo theo văn bản Privilegium Minus năm 1156 của Hoàng đế Friedrich Barbarossa. Gia tộc Habsburg lên ngôi tại Viên vào năm 1282 và vào năm 1453 Hoàng đế Friedrich III, người trị vì Áo, chính thức lấy danh hiệu đại công tước. Từ thế kỉ thứ 15 trở đi, tất cả Hoàng đế La Mã Thần thánh đều là Đại vương công Áo trừ một trường hợp ngoại lệ duy nhất; và với việc đoạt được Bohemia và Hungary vào năm 1526, lãnh địa của gia tộc Habsburg đã trở thành một trung tâm quyền lực lớn của châu Âu.
Sự tồn tại của Đại Công quốc này như một Nhà nước Đế quốc trong lịch sử đã kết thúc cùng với sự tan rã của Đế quốc La Mã Thần thánh vào năm 1806. Sau đó nó được thay thế bằng khu vực Hạ Áo (tiếng Đức: Niederösterreich) và Thượng Áo (tiếng Đức: Oberösterreich) của Đế quốc Áo.

## Vị trí địa lý

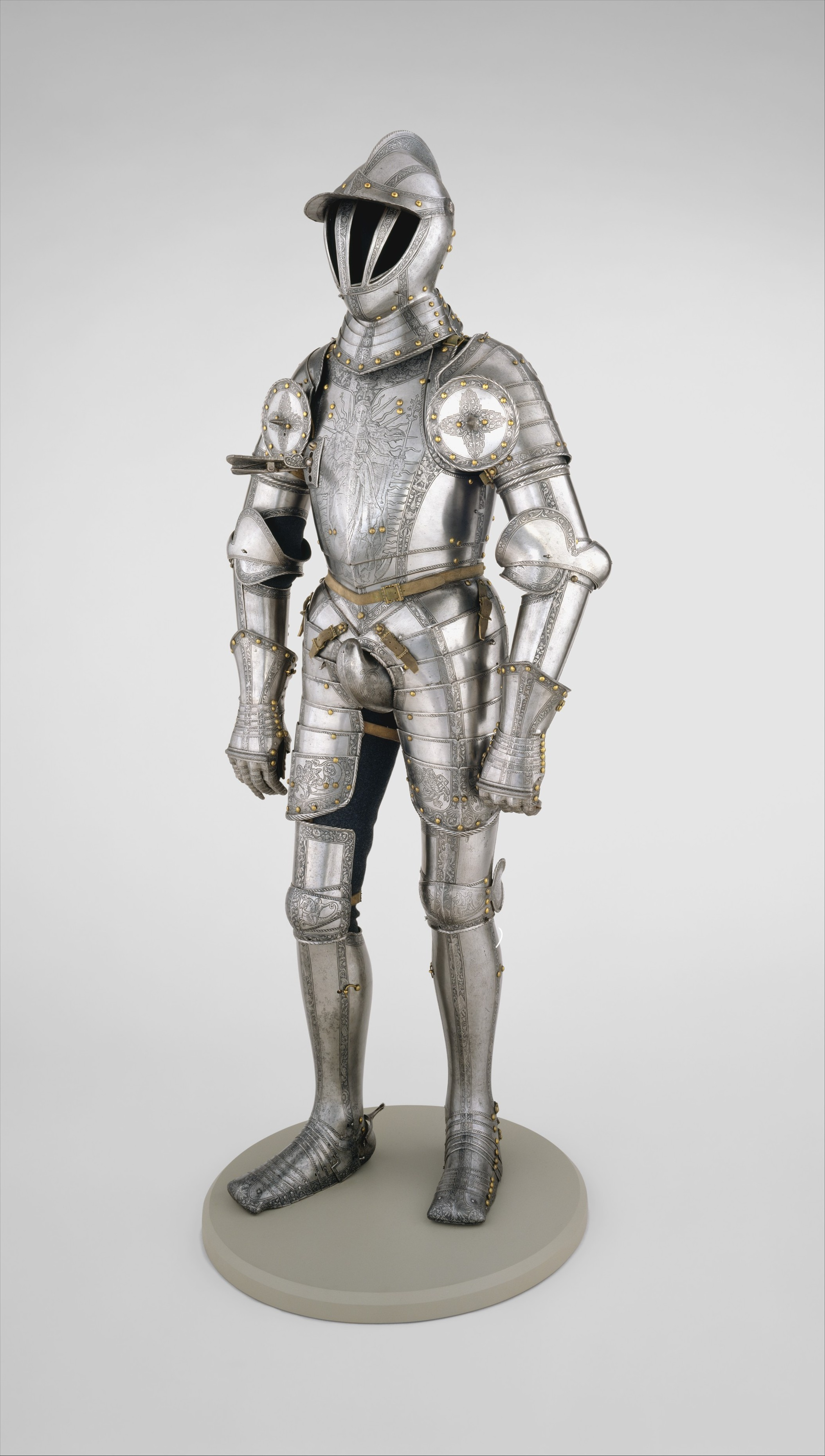
Bộ áo giáp của Ferdinand I, Hoàng đế La Mã Thần thánh, được tạo ra dành cho Đại Công tước Ferdinand vào năm 1549, với Reichsadler trên giày biểu thị danh hiệu Vua của người La Mã của ông. Bộ giáp diễu hành được chế tạo bởi thợ rèn bậc thầy Kunz Lochner từ Nuremberg.

Áo nằm ở lưu vực sông Danube, hướng đông tiếp giáp với Vương quốc Hungary ở phía bên kia sông March và sông Leitha. Ở phía Nam, Áo tiếp giáp Công quốc Steiermark; còn ở phía Bắc, Áo tiếp giáp Bohemia tại rừng Bohemia và Moravia tại sống Thaya.
Ở phía Tây, Áo tiếp giáp với Công quốc Bayern. Vùng Innviertel nằm cạnh đó từng thuộc quyền sở hữu của các công tước Bayern, cho tới năm 1778 khi mà khu vực này bị Áo xâm chiếm trong Chiến tranh Kế vị Bayern và sau đó sáp nhập lãnh thổ của Đại vương công Áo theo Hòa ước Teschen. Trong quá trình tái cấu trúc quyền lực ở Đức vào năm 1803, các Đại vương công Áo cũng giành được quyền thống trị đối với Tuyển hầu xứ Salzburg và Berchtesgaden Provostry.

## Lịch sử
Sau khi Áo tách khỏi Bayern và trở thành lãnh địa Hoàng gia vào năm 1156, các công tước nhà Babenberg cũng sáp nhập Công quốc Steiermark lân cận vào năm 1192. Sau khi dòng họ này tuyệt tự vào năm 1246 và sự chiếm đóng của Vua Otakar II của Bohemia, nó đã bị chiếm giữ bởi vua Rudolf I của Đức nhà Habsburg, người đã đánh bại Otakar trong Trận chiến ở Marchfeld năm 1278 và phong tước cho con trai của ông ta là Albrecht I.
Vào năm 1358/59, công tước nhà Habsburg Rudolf IV, để đáp lại Sắc chỉ Vàng năm 1356, đã tuyên bố tước vị Đại công tước bằng cách giả mạo Privilegium Maius. Rudolf nhắm đến việc đạt được một địa vị tương đương với bảy tuyển hầu tước của Đế quốc, những người nắm giữ các 'chánh văn phòng' của Hoàng gia (xem Đại Thủ tướng); tuy nhiên, những nỗ lực của ông đã thất bại vì việc nâng tước hiệu bị hoàng đế Karl IV nhà Luxemburg từ chối. Đến Hiệp ước Neuberg năm 1379, những người thừa kế của ông đã chia nhau các lãnh thổ của nhà Habsburg. Công quốc Áo vẫn nằm dưới sự cai trị của nhánh Habsburg Albrecht.

### Từ Công quốc trở thành Đại Công quốc
Vào ngày Lễ hiển linh 1453, Hoàng đế Friedrich III, nhiếp chính Áo cho người em họ thuộc nhánh Habsburg Albrecht của mình là Ladislav Di tử, cuối cùng cũng đã thừa nhận tước vị Đại Công tước. Sau đó nó được phong cho tất cả các hoàng đế và người cai trị của nhà Habsburg, cũng như các vương công không can dự triều chính của vương triều. Tuy nhiên, nó vẫn không có quyền bỏ phiếu trong việc bầu Hoàng đế.
Friedrich tiếp tục thúc đẩy sự trỗi dậy của nhà Habsburg ở châu Âu với sự dàn xếp cuộc hôn nhân giữa con trai ông là Maximilian I và Marie Giàu có, người thừa kế Bourgogne vào năm 1477. Sau khi con trai của Maximilian là Philipp Đẹp trai vào năm 1496 đã kết hôn với Juana I của Castilla, Nữ hoàng Castilla và Aragón để con trai của ông ta là Karl V có thể được thừa kế "Đế quốc mặt trời không bao giờ lặn".
Tuy nhiên, em trai của Karl là Ferdinand I đã tuyên bố quyền của mình và trở thành Đại vương công Áo theo phân bổ thừa kế tại Nghị viện Worms năm 1521, theo đó ông ta trở thành nhiếp chính đối với công quốc Áo và các vùng đất liền kề Nội Áo là Steiermark, Kärnten, Kärnten và Gorizia (Görz). Nhờ việc kết hôn với Công chúa Anna của Bohemia và Hungary, Ferdinand thừa kế cả hai vương quốc vào năm 1526. Ngoài ra, ông còn là Vua của người La Mã từ năm 1531, ông trở thành tổ tiên của nhánh Áo nhà Habsburg (Habsburg-Lothringen từ năm 1745 trở đi), được coi là Đại công tước của Áo và vua của Bohemia cai trị với tư cách là Hoàng đế La Mã Thần thánh cho đến khi Đế quốc tan rã vào năm 1806.

### Đế quốc Áo
Năm 1804, Hoàng đế Franz II nhà Habsburg, người cũng là người cai trị các vùng đất của Quân chủ Habsburg đã thăng cấp các lãnh thổ của mình trong Đế quốc La Mã Thần thánh cùng với Vương quốc Hungary của ông thành Đế quốc Áo để phản ứng với việc Napoléon I tuyên bố thành lập Đế quốc Pháp; hai năm sau, Franz chính thức giải thể Đế quốc La Mã Thần thánh. Đại Công quốc Áo tiếp tục tồn tại như một lãnh địa hoàng gia (Kronland) mặc dù nó được chia thành Thượng và Hạ Áo để đáp ứng các mục đích hành chính. Hungary vẫn giữ nguyên trạng trước đó là Regnum Independens. Danh hiệu Đại Công tước tiếp tục được sử dụng bởi các thành viên hoàng gia và tước Đại Công tước chỉ chính thức bị bãi bỏ vào năm 1918 với sự sụp đổ của Đế quốc Áo-Hung và sự ra đời của các bang riêng biệt là Hạ và Thượng Áo trong Cộng hòa Áo - Đức mới.